# Spirinchus lanceolatus
Spirinchus lanceolatus är en fiskart som först beskrevs av Hikita, 1913.  Spirinchus lanceolatus ingår i släktet Spirinchus och familjen norsfiskar. Inga underarter finns listade i Catalogue of Life.